# Невеш, Мария даш
Мария даш Невеш Кейта Баптишта ди Суза  (порт. Maria das Neves Ceita Baptista de Sousa, родилась в 1958 году) — политический деятель Сан-Томе и Принсипи, премьер-министр страны с 7 октября 2002 по 18 сентября 2004 годах. Она была одной из ключевых фигур в партии Движение за освобождение Сан-Томе и Принсипи / Социал-демократическая партия (MLSTP-PSD) и стала первой женщиной-главой правительства в стране.

## Карьера
Мария даш Невеш получила образование экономиста на Кубе со специализацией в области государственных финансов. До того как стать главой правительства, Мария дас Невеш работала государственным служащим в министерстве финансов, во Всемирном банке и Детском фонде ООН (ЮНИСЕФ). Она вышла замуж, и когда её две дочери подросли, она занимала важные государственные посты: министра экономики (1999—2001), министра финансов (2001—2002) и министра торговли, промышленности и туризма (2002).
В 2001 году Фрадике де Менезеш был избран президентом Сан-Томе и Принсипи при поддержке Центристской партии. Но явного большинства в парламенте не было, и результатом стало нестабильное взаимодействие с рядом недолговечных кабинетов министров, возглавляемых оппозицией. Под руководством социалиста Габриэля Косты была сформирована коалиция из трёх партий, и Мария даш Невеш была членом образовавшегося правительства.

## В должности премьер-министра
Мария даш Невеш занимала пост премьер-министра Сан-Томе и Принсипи с 7 октября 2002 по 18 сентября 2004 года, став тем самым первой женщиной на этом месте. Президент Фрадике де Менезеш назначил её на эту должность после того, как трёхпартийное правительство национального единства во главе с Габриэлем Коштой пало после протестов армии на прошедшие тогда назначения. Страна оказалась в трудном положении, имея значительные долги и завися от внешней помощи. Существовали значительные разногласия и борьба за власть в политической среде страны. Когда было подписано нефтяное соглашение с Нигерией, 16 июля 2003 года произошёл военный переворот. Президент находился за границей, и армия с наёмниками арестовали Марию Даш Невеш и других правительственных чиновников. Лидеры переворота сетовали на коррупцию и говорили, что предстоящие нефтяные доходы не будут распределяться справедливо. После международного давления было достигнуто соглашение, и через неделю Менезеш был восстановлен в должности. Мария даш Невеш была госпитализирована после перенесенного лёгкого сердечного приступа. Она подала в отставку с поста премьер-министра, но согласилась продолжить работу, когда президент Менезеш подтвердил свое доверие к ней.
Президент Менезеш снял её с поста премьер-министра 15 сентября 2004 года и предложил её партии выбрать нового премьер-министра после того, как против неё и членов её правительства были выдвинуты обвинения в коррупции. Она отрицала свое участие в каких-либо коррупционных действиях. Через три дня после её отставки было приведено к присяге новое правительство во главе с Дамианом Вашем д`Алмейдой. Мария даш Невеш была избрана дополнительным членом парламента и стала депутатом.

## Дальнейшая биография
Мария даш Невеш является членом Совета женщин-мировых лидеров, международной организации из нынешних и бывших женщин-президентов и премьер-министров своих стран. Её миссия заключается в мобилизации женщин-лидеров самого высокого уровня во всём мире на коллективные действия по вопросам, имеющим решающее значение для женщин и справедливого развития.